# 카사미촐라테르메
카사미치오라테르메(이탈리아어: Casamicciola Terme)는 이탈리아 캄파니아주 나폴리현에 위치한 코무네다. 이스키아섬 북쪽에 위치해있다.